# Großhansdorf
Großhansdorf è un comune dello Schleswig-Holstein, in Germania. Appartiene al circondario dello Stormarn.

## Storia
Nel 1937 la cosiddetta "legge sulla Grande Amburgo" decretò la cessione del comune di Großhansdorf (all'epoca denominato "Groß-Hansdorf und Schmalenbeck") dal Land di Amburgo alla Prussia.